# Islas Equínadas
Las islas Equínadas (en griego, αἱ Ἐχινάδες νῆσοι, según Heródoto, Tucídides y Estrabón) son un grupo de pequeñas islas griegas de las Islas Jónicas, localizadas aguas afuera de la costa de la Acarnania, justo a la entrada occidental del golfo de Corinto. También son transliteradas como Ehinades —o, por Homero, Echinae (αἱ Ἐχῖναι νῆσοι)—, informalmente llamadas las Oxeiae («islas Formas»), y durante la ocupación veneciana, las isole (o scogli) Curzolari. 
Administrativamente, algunas de las islas Equínadas forman parte de la unidad periférica de Ítaca y otras de la de Cefalonia, dentro de la periferia de Islas Jónicas. Muchas de las islas son de propiedad privada y alguna sale a la venta periódicamente.

## Geografía histórica
Varias de las islas Equínadas han quedado unidas al continente por los depósitos aluviales. Heródoto dice que la mitad de las islas ya se había unido al continente en su época,  y Tucídides esperaba que ese sería el caso de todas ellas en poco tiempo, ya que estaban tan cerca de la costa que serían fácilmente conectadas por los depósitos arrastrados por el río Aqueloo. Estas expectativas, sin embargo, no se cumplieron, lo que Pausanias atribuyó a que el río Aqueloo arrastraba menos aluvión como consecuencia de la condición de no cultivada de Etolia, aunque la verdadera razón es la cada vez mayor profundidad del mar, lo que impide cualquier progreso perceptible en la altura de los depósitos.

## Las batallas de las islas Equínadas
En el 322 a. C., se disputó una batalla naval dentro de la guerra lamiaca entre la Liga Etolia y Macedonia, por una parte, y una coalición de ciudades griegas entre las que se contaba Atenas.
En 1427 se disputó ante este archipiélago una batalla naval librada entre las armadas del Imperio bizantino y de Carlos I Tocco, déspota de Epiro y conde de Cefalonia y Zacinto.
La batalla de Lepanto del 7 de octubre de 1571 se inició en la entrada del golfo de Corintio, junto a la isla Oxia, las más meridional de las Equínadas. Por esto, especialmente por parte de los venecianos, se la conoció como la «batalla de las Equínadas».

## Las islas Equínadas en la literatura
Las Equínadas son mencionadas por Homero, que, en la Ilíada, dice que Meges, hijo de Fileo, condujo 40 navíos a Troya desde Duliquio y las sagradas islas Equinas, que están situados más allá del mar, frente a la ciudad de Elis. Fileo era el hijo de Augías, rey de Élide, que había emigrado a Duliquio porque había incurrido en la ira de su padre. En la Odisea, Duliquio (que puede ser una isla en las Equínadas) se menciona con frecuencia junto con la misma Cefalonia, Zacinto e Ítaca como una de las islas relacionadas con Odiseo, y es célebre por su fertilidad.
Estrabón y otros escritores más modernos sitúan Duliquio entre las Equínadas, y la mayoría lo identifica con la isla de Makri. Eurípides (en su tragedia Ifigenia en Áulide) identifica las Equínadas con las islas Tafias (Taphiae Insulae). Sin embargo, la mayoría de los estudiosos modernos, incluidos los editores del Atlas Barrington del mundo griego y romano (Barrington Atlas of the Greek and Roman World), sitúan la isla de Tafos en Meganissi, al este de la isla de Léucade, muy al noroeste de las Equínadas, por lo que las islas Tafias incluirían Meganissi, Kalamos, Kastos, y las islas circundantes.
Homero, como ya se ha mencionado, describe las islas Equínadas como habitadas, pero tanto Tucídides como el Periplo de Pseudo-Escílax las presentan como desiertas. Estrabón dice simplemente que eran estériles y abruptas. Esteban de Bizancio nombra una ciudad, Apolonia, situada en una de las islas. Plinio el Viejo nos da los nombres de nueve de estas islas — Egialia, Cotónide, Tiatira, Geoaris, Dionisia, Cirno, Cálcide, Pinara y  Nistro. Otra de las Equínadas era la isla Artemita (en griego antiguo: Ἀρτεμίτα), que acabó unida al continente. Artemidoro habló de Artemita como una península cercana a la desembocadura del Aqueloo, y Riano la relaciona con las islas Oxeas (también llamadas Agudas). Las Oxeas (αἱ Ὀξεῖαι) son a veces consideradas como un grupo separado de islas situadas al oeste, o al sur, de las Equínadas, pero Estrabón las incluye bajo el nombre general de Equínadas (x. p. 458). Las Oxeas, según Estrabón, son mencionadas por Homero con el nombre de Toas.
Las Equínadas derivaron su nombre del equino o erizo de mar, como consecuencia de sus agudos y punzantes contornos. Por la misma razón se les llamaba Oxeas, o las islas Agudas, un nombre que uno de ellos aún conserva bajo la forma ligeramente alterada de Oxia. Leake remarca que las Equínadas se dividen en dos grupos —además de Petalas, que, por ser, muy árida y muy cercana a la parte continental, no se reivindica, o al menos no estaba ocupada por los ítacos, aunque antiguamente fue sin duda una de las Equínadas—: el grupo septentrional, al que comúnmente se llama las Drakoneras (Dhragonares), por Drakonera (Dhragonára), la isla principal; y el grupo sur, las Oxeas. 
Los venecianos las conocían como las isole (o scogli) Curzolari, cuyo nombre pertenece propiamente a una península a la izquierda de la desembocadura del Aqueloo, cerca de Oxeia. 

## Detalle del archipiélago de las Equínadas
Diecisiete de las islas tienen nombre, aparte de las cuatro Modhia (Stamodio o islas Módi), dos de las cuales son meras rocas, y nueve de las diecisiete están cultivadas. Estas son, comenzando por el sur, Oxia (Oxiá), Makri (Makrí), Vrómonas (Vromotas o Vrómona), Pontikos (Pondikónisi), Karlonísi (Karlónísi), Prováti, Lampriní (Lambrinó), Sofía (Sofía) y Drakonera (Dhragonára). 
Solamente Oxia es una isla elevada, con 421 m. Makri y Vrómonas son las dos islas que le siguen en importancia.
| Nombre             | Griego             | Municipio | Subgrupo   | Área (km²) | Altura máxima | Localización                               |
| ------------------ | ------------------ | --------- | ---------- | ---------- | ------------- | ------------------------------------------ |
| Praso              | Πράσο              | Pylaros   | Drakoneras | -          | -             | 38°28′58″N 20°58′10″E / 38.48278, 20.96944 |
| Sofía              | Σοφία              | Pylaros   | Drakoneras | 0,174      | -             | 38°28′49″N 21°0′5″E / 38.48028, 21.00139   |
| Lambrinos          | Λαμπρινός          | Pylaros   | Drakoneras | 0,352      | 61 m          | 38°28′22″N 21°0′18″E / 38.47278, 21.00500  |
| Drakonera          | Δρακονέρα          | Itaca     | Drakoneras | 2,442      | 137 m         | 38°28′51″N 21°1′15″E / 38.48083, 21.02083  |
| Philippos          | Φίλιππος           | Pylaros   | Drakoneras | 0,046      | -             | 38°28′17″N 21°0′55″E / 38.47139, 21.01528  |
| Pistros            | Πίστρος            | Pylaros   | Drakoneras | 0,114      | 41 m          | 38°27′51″N 21°0′58″E / 38.46417, 21.01611  |
| Kalogiros          | Καλόγηρος          | Itaca     | Drakoneras | 0,249      | -             | 38°29′28″N 21°8′49″E / 38.49111, 21.14694  |
| Karlonisi          | Καρλονήσι          | Pylaros   | Drakoneres | 0,719      | 77 m          | 38°28′32″N 21°2′35″E / 38.47556, 21.04306  |
| Tsakalonisi        | Τσακαλονήσι        | Pylaros   | Drakoneras | 0,1        | -             | 38°27′44″N 21°2′11″E / 38.46222, 21.03639  |
| Provati            | Προβάτι            | Pylaros   | Drakoneras | 1,21       | 75 m          | 38°27′48″N 21°2′53″E / 38.46333, 21.04806  |
| Pondikos           | Ποντικός           | Pylaros   | Drakoneras | 0,736      | -             | 38°27′17″N 21°3′59″E / 38.45472, 21.06639  |
| Gravaris           | Γκράβαρης          | Pylaros   | Modia      | -          | 24 m          | 38°26′24″N 21°1′36″E / 38.44000, 21.02667  |
| Soros              | Σωρός              | Pylaros   | Modia      | 0,038      | 31 m          | 38°26′5″N 21°1′30″E / 38.43472, 21.02500   |
| Apasa              | Άπασα              | Pylaros   | Modia      | 0,024      | 17 m          | 38°25′53″N 21°1′29″E / 38.43139, 21.02472  |
| Modi               | Μόδι               | Pylaros   | Modia      | 0,258      | 66 m          | 38°25′25″N 21°1′20″E / 38.42361, 21.02222  |
| Petalas            | Πεταλάς            | Pylaros   | Ouniadas   | 5,497      | 251 m         | 38°24′50″N 21°5′41″E / 38.41389, 21.09472  |
| Vromonas           | Βρόμονας           | Itaca     | Ouniadas   | 1,047      | 141 m         | 38°22′9″N 20°59′43″E / 38.36917, 20.99528  |
| Makri              | Μάκρη              | Itaca     | Ouniadas   | 0,983      | 126 m         | 38°21′30″N 21°2′19″E / 38.35833, 21.03861  |
| Kouneli Makropoula | Κουνέλι Μακροπούλα | Itaca     | Ouniadas   | 0,095      | 126 m         | 38°21′6″N 21°3′17″E / 38.35167, 21.05472   |
| Oxia               | Οξεία              | Itaca     | Ouniadas   | 4,223      | 421 m         | 38°18′13″N 21°6′39″E / 38.30361, 21.11083  |